# Ignition (Remix)
Pour les articles homonymes, voir Ignition.
Singles de R. Kelly
The World's Greatest (en)
(2002) Snake (en)
(2003)
Ignition (Remix) est un single du chanteur R. Kelly extrait de son album Chocolate Factory (2002).
Le titre a atteint notamment la 2e place du Billboard Hot 100.
Il a ensuite été inclus sur une version mise à jour en 2010 des 500 plus grandes chansons de tous les temps selon Rolling Stone.